# Белановица
Белановица (серб. Белановица/Belanovica) — населённый пункт городского типа в Сербии, в Центральной Сербии, в Колубарском округе, в общине Лиг (административный центр город Лиг). По переписи населения Сербии 2002 года в городе проживали 266 жителей (по переписи населения 1991 года — 260 жителей).